# Tapogatós-csillókoszorús állatok
A tapogatós-csillókoszorús állatok (Lophotrochozoa) a kétoldali szimmetriájú állatok (Bilateria) közé sorolt ősszájúak (Protostomia) csoportjában a spirálisan barázdálódó állatok (Spiralia) egyik főtörzse. A taxont molekuláris genetikai adatok alapján Kenneth M. Halanych és társai vezették be 1995-ben.
A riboszomális RNS kis alegységei (small-subunit) evolúciójának vizsgálata során felmerült molekuláris bizonyítékok támogatják a jobb oldalon látható infodobozban látható törzsek monofiletikusságát.

## Megjelenésük, felépítésük, életmódjuk
A legtöbb fajnak vagy a lárvája csillókoszorús (az ilyen lárva a trochofóra), vagy csillós tapogatókoszorút használ a szűrögetéshez — ez a tapogatókoszorú, a lofofóra. Egyes taxonokra mindkét állítás igaz, és mellettük ebbe a csoportba tartozik még igen egyszerűen szervezett testű ősszájú is, mint például a mikroszkopikus méretű, kizárólag vízben élő csillóshasúak (Gastrotricha) és a másodlagosan egynyílásúvá egyszerűsödött, többnyire parazita laposférgek (Pltyhelminthes). Helytülő (szesszilis) és lofofórával szűrögető életet élnek az apró, nagyrészt tengeri nyelesférgek (Kamptozoa), a kagylókra emlékeztető külsejű, kettős héjú, kivétel nélkül tengeri pörgekarúak (Brachiopoda), az ugyancsak tengeri, kitines lakócsőben élő csöves tapogatósok (Phoronida), és a telepes mohaállatok (Bryozoa).
Trochofóra lárvája (vagy annak származéka) jellemző a nyelesférgekre, a kiölthető ormányú, ragadozó zsinórférgekre (Nemertea), a szelvényezett, elsődleg sertékkel (chaetae) és páros csonklábbal (parapodia) felszerelt gyűrűsférgekre (Annelida) és a rendszerint meszes külső héjú, reszelőnyelvvel (radula) táplálkozó puhatestűekre (Mollusca).

## Rendszertani felosztásuk
A Lophotrochozoa két csoportra osztható, ezek a csillókoszorús lárvájúak (Trochozoa) és a tapogatósok (Lophophorata). A törzsek közötti pontos rokonsági kapcsolatok nem ismertek. Az azonban már most látszik, hogy sem a Trochozoa, sem a Lophophorata nem alkot monofiletikus csoportot.
- A Trochozoa lárvái csillókoszorúsak (trochofóra), testük középső részén két sávban csillók találhatók.[2] Korábban a Trochozoa és az Arthropoda (ízeltlábúak) csoportokat együtt kezelték, mert bár az utóbbiak lárváinak nem volt csillókoszorúja, de szegmentáltságuk miatt az Annelida (gyűrűsférgek) közeli rokonának tekintették őket. Azonban fontos különbségek vannak a két csoport között, és az ízeltlábúakat most már máshová helyezik, az Ecdysozoa (vedlő állatok) főtörzsbe. A Trochozoa a következő taxonokat foglalja magába: Nemertea, Mollusca, Sipuncula, Echiura, Pogonophora és Annelida.[2]
- A Lophophorata-ra jellemző a lofofóra avagy a tapogatókoszorú, azaz a szájat körülvevő csillós csápok jelenléte. Szokatlan jellemzőjük a sugaras (radiális) barázdálódás, ami miatt egyes szerzők az újszájúak (Deuterostomia) közé sorolták őket, mielőtt az RNS-elemzés a Trochozoa csoport mellé nem helyezte őket. A Lophophorata  a következő taxonokat foglalja magába: Bryozoa, Entoprocta, Phoronida és Brachiopoda.[2]

## Fordítás
- Ez a szócikk részben vagy egészben a Lophotrochozoa című angol Wikipédia-szócikk ezen változatának fordításán alapul.  Az eredeti cikk szerkesztőit annak laptörténete sorolja fel. Ez a jelzés csupán a megfogalmazás eredetét és a szerzői jogokat jelzi, nem szolgál a cikkben szereplő információk forrásmegjelöléseként.